# Beppe Bigazzi
Giuseppe Bigazzi, detto Beppe (Terranuova Bracciolini, 20 gennaio 1933 – Roma, 7 ottobre 2019), è stato un dirigente d'azienda, gastronomo e giornalista italiano.

## Biografia
Si laurea nel 1959 presso la facoltà di scienze politiche dell'Università degli Studi di Firenze con 110/110 e lode e pubblicazione. Presta servizio militare dal 1960 al 1961 come ufficiale dell'Aeronautica Militare Italiana a Perdasdefogu. Dal 1961 al 1966 lavora presso la Banca d'Italia.
Si avvicina al mondo del giornalismo e dell'editoria già nel 1961 quando è redattore del mensile diretto da Giulio Pastore Il Nuovo Osservatore e nel 1963 è vicepresidente dell'Idoc, associazione culturale sulle grandi religioni monoteiste, con la quale curerà una serie di collane di libri e riviste edite dalla Arnoldo Mondadori Editore. Nel 1966 cura, con Renzo De Felice, I Lavoratori dello Stato, un'edizione critica della raccolta di scritti e discorsi di Giulio Pastore.
Nel 1968 è nominato vicesegretario generale del Comitato dei Ministri per il Mezzogiorno nonché membro di vari comitati interministeriali per la programmazione economica fino al 1970. Nel 1970 viene assunto all'Eni dove lavorerà fino al 1993, anno del pensionamento, e in questi anni inoltre diviene direttore delle relazioni estere dell'ENI (1970-1973), direttore generale e successivamente amministratore delegato della Lanerossi (1973-1978) e presidente di varie società quali GEPI, Maserati, Innocenti e Tirsotex. Dal 1984 al 1990 è amministratore delegato dell'AGIP Petroli e dal 1990 al 1993 presidente dell'AGIP Coal e presidente di 53 società dell'AGIP.
Ha partecipato alle ultime quattro edizioni delle Mille Miglia, alla Carrera Panamericana 1954 e a tre edizioni della Targa Florio.
Inizia a dedicarsi alla sua passione per la gastronomia curando, dal 1997 al 1999, sul quotidiano Il Tempo la rubrica Luoghi di Delizia; sempre nel 1997 pubblica La Natura come Chef che vince il premio "Verdicchio d'oro".
In televisione cura dal 1995 al 2000 la rubrica "La borsa della spesa" all'interno del programma Unomattina su Rai 1 e dal 2000 è co-conduttore de La prova del cuoco insieme ad Antonella Clerici, sempre sullo stesso canale. In seguito, è passato a Sky, canale Alice, dove è stato co-conduttore del programma Bischeri e bischerate. Dal settembre 2013 fa ritorno in modo fisso nel cast della Prova del cuoco. 
È morto a Roma a 86 anni il 7 ottobre 2019 a causa di un tumore.

## Controversie
Il 15 febbraio 2010 viene comunicato durante la diretta de La prova del cuoco che Bigazzi è stato sospeso dalla trasmissione. Il presentatore, nella puntata dell'11 febbraio, giorno di Giovedì grasso, aveva citato un proverbio toscano che dice "a Berlingaccio chi non ha ciccia ammazza il gatto" (che significa letteralmente "il giovedì grasso chi non ha più carne da mangiare si ciba del gatto") riferito a quando, in passato, ci si cibava anche di gatti per sopperire alla mancanza di proteine durante la fine del periodo invernale. Bigazzi spiegò la procedura utilizzata per trattare la carne dell'animale per migliorarne il sapore, riferendo altresì di averla consumata in diverse occasioni. A seguito delle polemiche suscitate dal caso, lo stesso Bigazzi ha avuto modo di spiegare al Corriere della Sera il reale senso delle sue frasi dichiarando:

## Pubblicazioni
- 1998 - La Cucina semplice dei Sapori d'Italia, vincitore del Premio Versilia 1999 dell'Associazione Italiana Sommeliers
- 1999 - Cinquanta itinerari italiani, Premio Radicchio d'oro
- 2002 - La Farmacia e la Dispensa del Buon Dio, Premio Gourmand World Cookbook Awards 2004 di Barcellona